# 미트 페어런츠 2
《미트 페어런츠 2》(영어: Meet the Fockers 혹은 영어: Meet the Parents 2)는 2004년에 개봉한 미국의 로맨틱 코미디 영화이다. 《미트 페어런츠》(2000)의 속편이다. 제이 로치가 연출하고, 로버트 드니로, 벤 스틸러, 더스틴 호프먼, 바브라 스트라이샌드, 블라이드 대너, 테리 폴로 등이 출연하였다.
엇갈린 평을 받았으나 극장가에서는 성공하여 2004년도 전체 흥행 7위를 차지하였다.
속편 《미트 페어런츠 3》(2010)으로 이어진다.

## 줄거리
약혼한 그레그와 팸은 서로의 부모님을 인사시키기 위해 팸의 부모님 잭과 디나, 팸의 여동생 데비가 낳은 조카 리틀 잭과 함께 마이애미로 향한다. 그레그의 아버지 버니는 변호사였지만 현재는 주부로 지내고 있으며, 어머니 로즈는 잘나가는 노년기 부부 성 장애 치료사이다. 자유로운 성향의 포커 부부는 성격과 환경 차이로 잭과 끊임없이 부딪힌다.
한편 잠시 둘만 있게 됐을 때 팸이 임신 사실을 알리자 그레그는 기뻐하지만 결혼 전에 임신을 했다는 걸 알면 불같이 화를 낼 것이 분명한 잭에게는 이 사실을 결혼 전까지 숨기고 결혼식을 다음 달로 앞당기기로 한다.
곧 그레그가 15년 전 총각 딱지를 뗀 상대인 전 가정부 이저벨이 나타난다. 이저벨의 15살 아들이 그레그와 너무나도 닮아있자 잭은 유전자 검사를 위해 둘의 머리카락을 보낸 뒤 그레그에게 자백유도제를 주사하는데...

## 출연
- 로버트 드니로 - 잭 번스 역
- 벤 스틸러 - 그레그 포커 역
- 더스틴 호프먼 - 버니 포커 역
- 바브라 스트라이샌드 - 로즈 포커 역
- 블라이드 대너 - 디나 번스 역
- 테리 폴로 - 팸 번스 포커 역
- 오언 윌슨 - 케빈 롤리, 이종교간의 결혼 주례 자격을 딴 성직자 역
- 얼라나 우바크 - 이저벨 빌러로보스 역
- 레이 샌티아고 - 호헤이 빌러로보스 역
- 팀 블레이크 넬슨 - 번 러플로어 순경 역
- 셸리 버먼 - 아이라 골드파브 판사 역
- 시드릭 야브로 - 간수 역

## 기타 제작진
- 총괄 제작: 낸시 테넌바움

## 우리말 녹음
KBS 성우진 (2007년 5월 19일)
- 양지운 - 잭 번스(로버트 드니로)
- 구자형 - 그레그(벤 스틸러)
- 배정미 - 팸(테리 폴로)
- 김정희 - 팸의 엄마(블라이드 대너)
- 배한성 - 그레그의 아버지(더스틴 호프먼)
- 이경자 - 그레그의 어머니(바브라 스트라이샌드)
- 김승준 - 케빈(오언 윌슨)
- 이재용 - 판사(셸리 버먼)
- 유지영 - 이저벨(얼라나 우바크)
- 임채헌 - 호헤이(레이 샌티아고)
- 이미향 - 승무원(컬리 로샤)